# Секира 3
Секира 3 (енгл. Hatchet III) је амерички слешер хорор филм из 2013. године, редитеља и сценаристе Адама Грина са Кејном Ходером, Данијелом Харис, Керолајн Вилијамс, Заком Галиганом, Дереком Мирсом и Перијем Шеном у главним улогама. Представља директан наставак филма Секира 2 из 2010, а радња се наставља тамо где се претходни филм завршио.
Кејн Ходер се вратио у улогу главног негативца, Виктора Кровлија, а Данијела Харис у улогу финалне девојке Марибет Данстон. Њима су се прикључили други глумци, који су такође одраније познати по улогама у хорор филмовима. Керолајн Вилијамс је тумачила лик финалне девојке Стреч Брок из филма Тексашки масакр моторном тестером 2 (1986), Зак Галиган је познат као Били Пелцер из филмова Гремлини (1984) и Гремлини 2: Ново гнездо (1990), док је Дерек Мирс тумачио лик Џејсона Ворхиса у римејку Петка тринаестог (2009).
Слично својим претходницима, филм је добио помешане и претежно негативне оцене. На сајту Ротен томејтоуз оцењен је са 57%, што је најбољи резултат од свих филмова из серијала. Директан наставак под насловом Секира 4: Виктор Кровли, снимљен је 2017. године.

## Радња
Након догађаја из претходног дела, Мерибет Данстон помисли да је убила Виктора Кровлија и враћа се град, где је ухапшена зато што је ушла у полицијску станицу са пушком, прекривена туђом крвљу. Из затворе је вади новинарка Аманда Перлман, која тврди да зна све о Кровлију, укључујући и то који је једини начин да се заустави. У међувремену, група специјалаца испитује убиства у близини Кровлијеве мочваре. Он их напада и почиње да елиминише једног по једног.

## Улоге
| Глумац               | Улога                        |
| -------------------- | ---------------------------- |
| Кејн Ходер           | Виктор Кровли                |
| Данијела Харис       | Мерибет Данстон              |
| Керолајн Вилијамс    | Аманда Перлман Флауер        |
| Зак Галиган          | шериф Луис Флауер            |
| Дерек Мирс           | командант Тајлер Хоз         |
| Пери Шен             | Ендру Јанг                   |
| Рилија Вандербилт    | официр Микаела Дагерти       |
| Роберт Дијаго Докви  | заменик шерифа Елиот Винслоу |
| Коди Блу Снајдер     | официр Коди Шнајдерман       |
| Шон Вејлен           | Ренди                        |
| Дијана Ајала Голднер | официр Елберт                |
| Џејсон Трост         | заменик шериф Хамилтон       |
| Сид Хејг             | Абот Макмален                |
| Џон Мајкл Судолт     | Џим Дафи                     |
| Џоел Дејвид Мур      | Бен Шефер                    |